# Kršanje
Kršanje (Servisch cyrillisch Кршање) is een plaats in de Servische gemeente Užice. De plaats telt 167 inwoners (2002).